# Andrea Henkel
Andrea Henkel (Ilmenau, República Democràtica Alemanya 1977) és una biatleta alemanya, ja retirada, que ha destacat a la dècada del 2000. Es retirà de la competició a finals de la temporada 2013-2014.

## Biografia
Va néixer el 10 de desembre de 1977 a la ciutat d'Ilmenau, població situada a l'estat de Turíngia, que en aquells moments formava part de la República Democràtica Alemanya (RDA) i que avui en dia forma part d'Alemanya. És germana de l'esquiadora de fons Manuela Henkel.

## Carrera esportiva
Inicià la seva carrera esportiva en l'esquí de fons si bé posteriorment s'especialitzà en biatló. Participà en els Jocs Olímpics d'Hivern de 2002 realitzats a Salt Lake City (Estats Units), on aconseguí guanyar la medalla d'or en les proves de 15 km i de relleus 4x7,5 quilòmetres, a més de finalitzar tretzena en els 10 km. persecució i vint-i-cinquena en els 7,5 quilòmetres esprint. En els Jocs Olímpics d'Hivern de 2006 realitzats a Torí (Itàlia) aconseguí guanyar la medalla de plata en la prova de relleus 4x6 quilòmetres, a més de finalitzar quarta en els 15 quilòmetres individuals i tretzena en els 12,5 km. amb sortida massiva. En els Jocs Olímpics d'Hivern de 2010 realitzats a Vancouver (Canadà) aconseguí guanyar la medalla de bronze en la prova de relleus 4x6 quilòmetres, a més de finalitzar sisena en els 15 km. individuals, novena en els 12,5 km. amb sortida massiva, desena en els 10 km. persecució i vint-i-setena en els 7,5 quilòmetres esprint. El 2014, als Jocs de Sotxi, va disputar quatre proves del programa de biatló, sent la desena posició en la prova de relleus 4x6 quilòmetres la millor posició.
Al llarg de la seva carrera ha guanyat 16 medalles en el Campionat del Món de biatló, vuit d'or, sis de plata i dues de bronze, entre les edicions del 2000 i 2013.